# Hedwig von Österreich-Toskana

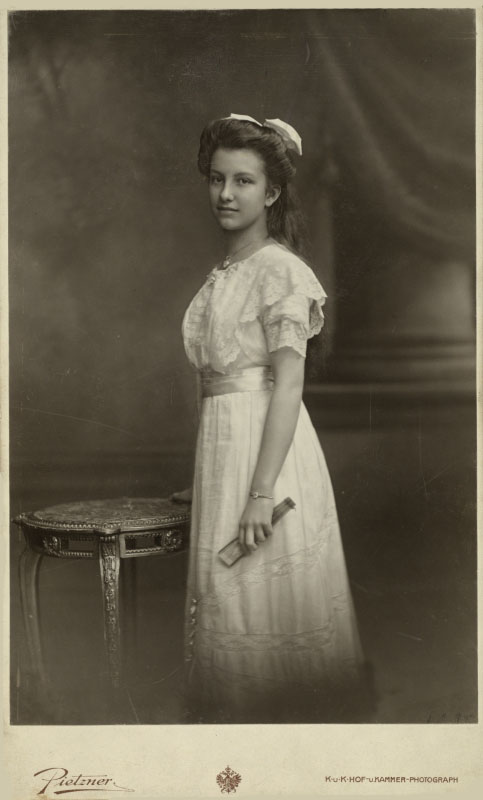
Erzherzogin Hedwig von Österreich-Toskana, 1913

Hedwig Maria Immakulata Michaela Ignatia von Österreich (* 24. September 1896 in Ischl; † 1. November 1970 in Hall in Tirol) war die Tochter von Erzherzog Franz Salvator von Österreich-Toskana und seiner Ehefrau Marie Valerie von Österreich. Sie war eine Enkelin von Kaiser Franz Joseph I. und Kaiserin Elisabeth von Österreich-Ungarn.

## Leben

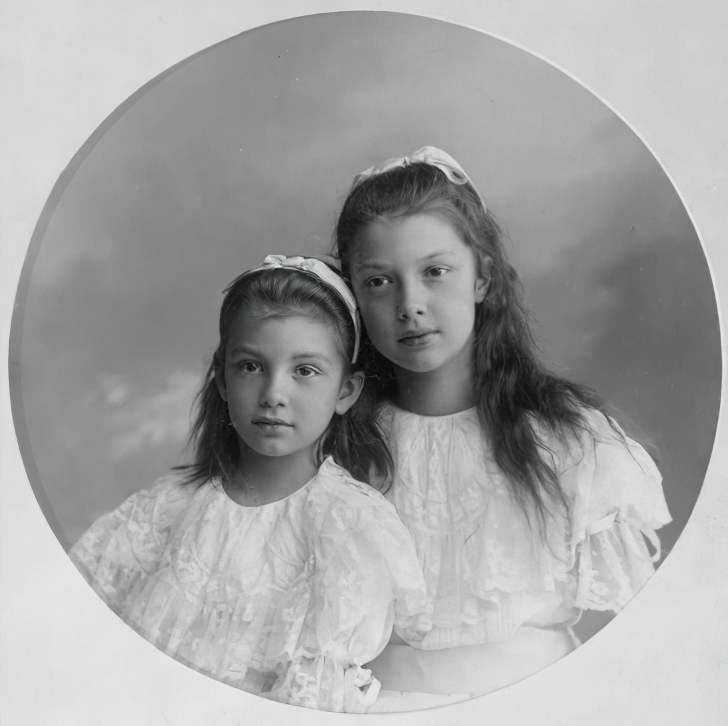
Hedwig (links) mit ihrer Schwester Ella (1900)

Hedwig kam am 24. September 1896 in Ischl zur Welt. Kaiserin Elisabeth besuchte ihre Tochter kurz nach der Entbindung und sandte ein informatives Telegramm nach Wien. Die Taufe fand im großen Salon der Kaiservilla statt. Ab dem 27. September 1896 berichtete die Zeitung Das Vaterland vom Befinden Marie Valeries und der kleinen Erzherzogin. Am 30. September wurde erstmals der Name Hedwig genannt. Am 2. Oktober wurde ein abschließender ärztlicher Bericht veröffentlicht. Marie Valerie nannte später Hedwig in ihrem Tagebuch diejenige, die den gewissen Funken des herzoglich bayrischen Blutes in sich habe.
Hedwigs Erzieherin war Elsa Köhler.
Hedwig ehelichte am 24. April 1918 auf dem elterlichen Schloss Wallsee den Grafen Bernhard zu Stolberg-Stolberg (1881–1952), einen Sohn von Graf Leopold zu Stolberg-Stolberg und der bürgerlichen Amerikanerin Mary Eddington. Aus der Ehe gingen neun Kinder hervor.
Marie Valerie überschrieb ihrer Tochter Hedwig im Jahr 1917 das Jagdschloss Kühtai in Tirol als Hochzeitsgeschenk. Dieses bereits von Kaiser Maximilian I. für die Murmeltierjagd genutzte Haus war 1893 von Kaiser Franz Joseph als Jagdsitz zurückerworben und 1916 seiner jüngsten Tochter vermacht worden. 1949 beantragte Hedwig Stolberg-Stolberg, wie sie seit der Eheschließung hieß, einen ERP-Kredit zum Bau eines Schilifts neben ihrem Anwesen. Der damalige Bundesminister für Handel und Wiederaufbau, Ernst Kolb, verweigerte diesen mit der Begründung der Unrentabilität. Drei Jahre später revitalisierte Hedwigs Sohn Karl das Schloss und gestaltete es zu einem Schlosshotel um, das bis 2016 von seinem Sohn Christian geführt wurde. Damit wurde die Grundlage für Kühtai als Schiort gelegt, welcher heute als höchstgelegener Schiort in Österreich gilt.
Hedwig starb 1970 mit 74 Jahren in Hall in Tirol. Sie ist in der Familiengruft auf dem Friedhof Hall beerdigt.

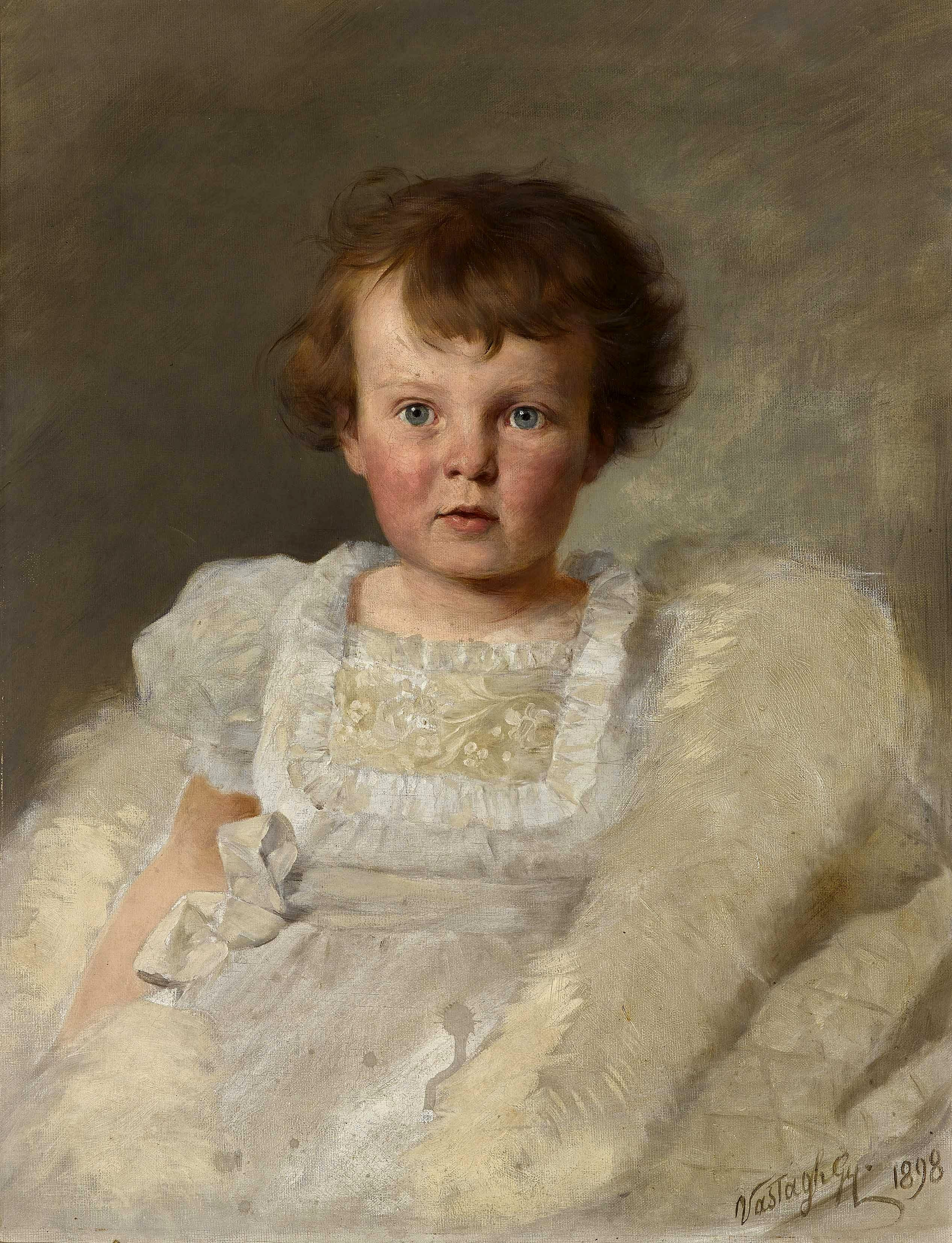
Erzherzogin Hedwig von Österreich-Toskana als Kind, Gemälde von György Vastagh (1898)
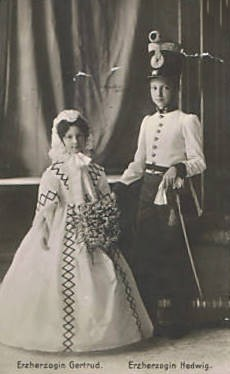
Erzherzoginnen Gertrud (links) und Hedwig in Kostümen (1908)
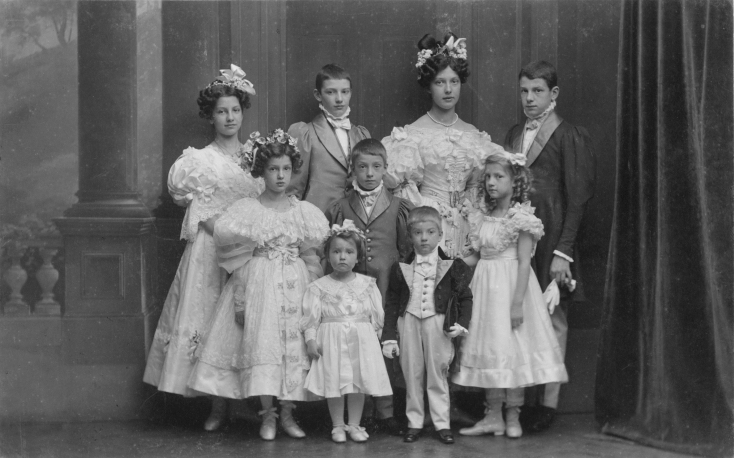
Erzherzogin Hedwig (ganz links) mit ihren Geschwistern in Kostümen für ein Festspiel, 1910
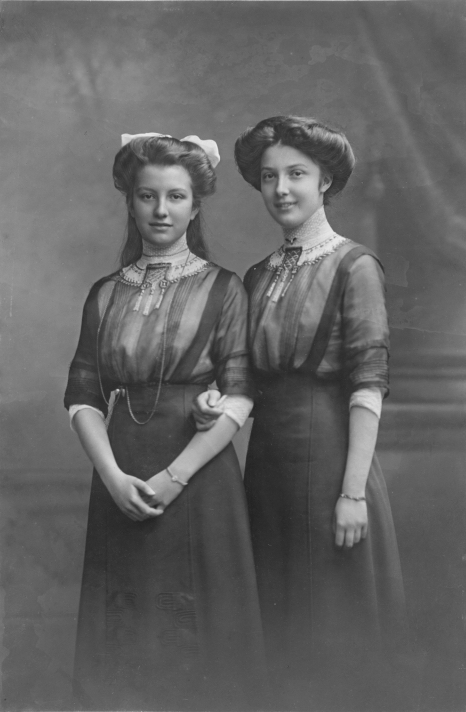
Die Erzherzoginnen Ella und Hedwig von Österreich-Toskana (1912).
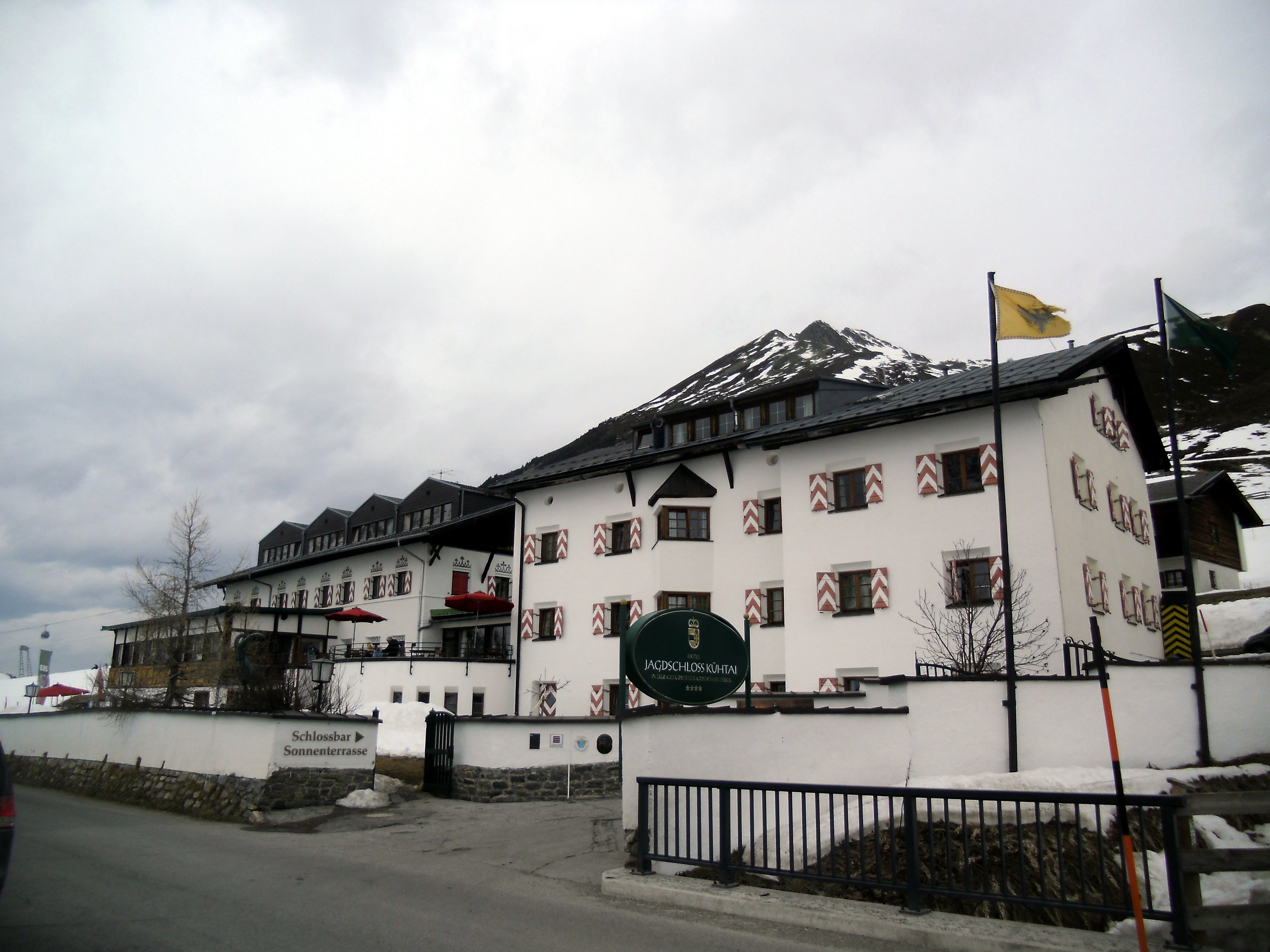
Das Jagdschloss in Kühtai von 1622 (links) mit Hotel-Neubau (rechts)

## Wissenswertes
Hedwigs Mutter vermerkte in ihrem Tagebuch: „Hedwig ist diejenige, die den gewissen Funken des Hauses Wittelsbach hat“.

## Nachkommen
- Marie Elisabeth zu Stolberg-Stolberg (* 21. Mai 1919 in Innsbruck; † 9. Juni 2012 in Vanves)
- Franz Josef zu Stolberg-Stolberg (* 30. April 1920 in Wallsee; † 29. Juni 1986 in Wien) ⚭ Elisabeth Christiane Gräfin Kinsky von Wchinitz und Tettau (1936–2011)
- Friedrich Leopold zu Stolberg-Stolberg (* 23. Mai 1921 in Wallsee; † 31. Oktober 2007) ⚭ Aloysia Wilhelmine von Pachmann (1923–2015)
- Bernhard Friedrich Hubertus zu Stolberg-Stolberg (* 30. August 1922 in Stams; † 6. Oktober 1958 in Innsbruck)
- Therese Maria Valerie zu Stolberg-Stolberg (* 11. Oktober 1923 in Linsen; † 25. Dezember 1982 in Heppingen) ⚭ Paul Graf Wolff Metternich zur Gracht (1916–1993)
- Carl Franz zu Stolberg-Stolberg (* 7. Juni 1925 in Reichen; † 21. Mai 2003) ⚭ (1) Maria-Wörth; (2) Edina Winkelbauer; (3) Ute Sommerlatte
- Ferdinand Maria Immaculata zu Stolberg-Stolberg (* 8. Dezember 1926 in Reichen; † 7. Juli 1998 in Wien) ⚭ Jutta Freiin von Cramm (* 1938)
- Anna Regina Emanuela Maria zu Stolberg-Stolberg (* 20. Dezember 1927 in Bad Ischl; † 2. Mai 2002 in Brüssel) ⚭ Jacques Chevalier de Spirlet (1930–2016)
- Magdalena Maria Mathilde zu Stolberg-Stolberg (* 19. Dezember 1930 in Hall in Tirol; † 2024) ⚭ Martin Freiherr von Kripp zu Prunberg und Krippach (1924–1990)

## Presseberichte
- Hochzeit Hewdigs auf Schloss Wallsee. Ausführlicher Bericht im Blattinneren.. In: Sport & Salon, 5. Mai 1918, S. 1 (online bei ANNO).
- Ella und Hedwig am Titelblatt. In: Sport & Salon, 16. März 1912, S. 1 (online bei ANNO).